# 3GPP
3GPP（スリージーピーピー、Third Generation Partnership Project）は、W-CDMAとGSM発展形ネットワークを基本とする第三世代携帯電話 (3G) システムおよびそれに続く第3.9世代移動通信システムに対応するLTEや、第4世代移動通信システムに対応するLTE-Advanced、さらに次の世代である第5世代移動通信システム（5Gと略記されることが多い）の仕様の検討・作成を行う標準化プロジェクトである。

## 概要
アメリカのT1委員会（現：ATIS）、欧州のETSI、日本の電波産業会 (ARIB)、情報通信技術委員会 (TTC)、韓国のTTAといった各国・各地域の標準化団体により1998年12月に設立された。後に中国CWTS（現：CCSA）も加わった。3GPPはあくまでも標準化団体間の「プロジェクト」であり、法人格は持たない。
3GPPはW-CDMA (UMTS) に関する通信方式やデータフォーマットなどの技術仕様のほか、TD-CDMAに関する技術仕様の検討・作成も行っている。また、当初は第三世代携帯電話の仕様のみを作成していたが、その後検討範囲が拡張され、GSM仕様の拡張・維持管理、GPRS、EDGEの仕様検討作業も3GPPの下で行われている。
プロジェクトに参加する各標準化団体は、3GPPが作成した技術仕様をそれぞれの国・地域の標準規格として制定する。ITUのIMT-2000に関する勧告（ITU-R勧告 M.1457、ITU-T勧告 Q.1741）は各国・各地域の標準規格のドキュメントを参照しており、これによって3GPP仕様は国際標準規格として位置づけられている。
リリース5にはW-CDMAの上位規格であるHSDPAの技術仕様が、リリース6はHSPAや無線インタフェースのアップリンクを強化したHSUPAの技術仕様が含まれている。リリース7はHSPA+を多く含んでおり。リリース8とリリース9がほぼLTEに対応し、リリース10以降がLTE Advancedに対応する。

## 3GPPファイルフォーマット
3GPPが規格を定めているファイルフォーマットを3GPPファイルフォーマットと呼ぶ。3GPPファイルフォーマットは、主にMMS（日本でいう写メールやiショットに相当）で動画や音声をメールで送信するために利用される。FOMAのiモーションのファイルフォーマットに採用されている。拡張子は.3gp。
3GPPファイルフォーマット自体はMPEG-4のMP4ファイルフォーマットをベースとしている。採用されているコーデックは以下のとおりである。
- 動画コーデック：H.263（必須）、MPEG-4とH.264（オプション）
- 音声コーデック：AMR、MPEG-4 AAC（MPEG-4ビデオの場合、必須）

## Specification Groups
| WG名    | 議論する種類                                                      | remark |
| ------- | ----------------------------------------------------------------- | ------ |
| TSG RAN | Radio Access Network                                              |        |
| RAN WG1 | Radio Layer 1 (Physical layer)                                    |        |
| RAN WG2 | Radio layer 2 and Radio layer 3 Radio Resource Control            |        |
| RAN WG3 | UTRAN/E-UTRAN/NG-RAN architecture and related network interfaces  |        |
| RAN WG4 | Radio Performance and Protocol Aspects                            |        |
| RAN WG5 | Mobile Terminal Conformance Testing                               |        |
| TSG SA  | Service & Systems Aspects                                         |        |
| SA WG1  | Services                                                          |        |
| SA WG2  | System Architecture and Services                                  |        |
| SA WG3  | Security and Privacy                                              |        |
| SA WG4  | Multimedia Codecs, Systems and Services                           |        |
| SA WG5  | Management, Orchestration and Charging                            |        |
| SA WG6  | Application Enablement and Critical Communication Applications    |        |
| TSG CT  | Core Network & Terminals                                          |        |
| CT WG1  | User Equipment - Core Network protocols                           |        |
| CT WG3  | Interworking with External Networks & Policy and Charging Control |        |
| CT WG4  | Core Network Protocols                                            |        |
| CT WG6  | Smart Card Application Aspects                                    |        |